# Лассикур
Лассику́р (фр. Lassicourt) — коммуна во Франции, находится в регионе Шампань — Арденны. Департамент — Об. Входит в состав кантона Бриен-ле-Шато. Округ коммуны — Бар-сюр-Об.
Код INSEE коммуны — 10189.
Коммуна расположена приблизительно в 165 км к востоку от Парижа, в 60 км южнее Шалон-ан-Шампани, в 35 км к северо-востоку от Труа. Стоит на реке Вуар.

## Население
Население коммуны на 2008 год составляло 60 человек.
| 1962 | 1968 | 1975 | 1982 | 1990 | 1999 | 2008 |
| ---- | ---- | ---- | ---- | ---- | ---- | ---- |
| 61   | 66   | 70   | 82   | 72   | 54   | 60   |

## Администрация
| Период | Период | Фамилия        | Партия | Примечания |
| ------ | ------ | -------------- | ------ | ---------- |
| 2001   | 2008   | Мишель Россель |        |            |
| 2008   |        | Мартин Роже    |        |            |

## Экономика
В 2007 году среди 40 человек в трудоспособном возрасте (15—64 лет) 28 были экономически активными, 12 — неактивными (показатель активности — 70,0 %, в 1999 году было 71,1 %). Из 28 активных работали 24 человека (17 мужчин и 7 женщин), безработных было 4 (2 мужчины и 2 женщины). Среди 12 неактивных 2 человека были учениками или студентами, 3 — пенсионерами, 7 были неактивными по другим причинам.